# Jesení
Jesení je malá vesnice, část městyse Čachrov v okrese Klatovy v Plzeňském kraji. Nachází se asi 2,5 kilometru jižně od Čachrova. Prochází zde silnice I/27. Je zde evidováno 29 adres. V roce 2011 zde trvale žilo 35 obyvatel.
Jesení je také název katastrálního území o rozloze 3,22 km².

## Historie
První písemná zmínka o vesnici pochází z roku 1565.

## Obyvatelstvo
| Rok            | 1869 | 1880 | 1890 | 1900 | 1910 | 1921 | 1930 | 1950 | 1961 | 1970 | 1980 | 1991 | 2001 | 2011 | 2021 |
| -------------- | ---- | ---- | ---- | ---- | ---- | ---- | ---- | ---- | ---- | ---- | ---- | ---- | ---- | ---- | ---- |
| Počet obyvatel | 141  | 184  | 189  | 144  | 154  | 167  | 150  | 58   | 54   | 47   | 77   | 58   | 37   | 35   | 39   |
| Počet domů     | 21   | 23   | 23   | 22   | 26   | 28   | 28   | 16   | 32   | 15   | 18   | 20   | 21   | 21   | 20   |

## Obecní správa
Při sčítání lidu v letech 1850–1963 Jesení bylo samostatnou obcí v okrese Klatovy. Od roku 1964 je částí městyse Čachrov v okrese Klatovy. V letech 1850–1963 k obci patřily Bradné, Chřepice a Onen Svět.

## Pamětihodnosti
- Motlova pila, vodní pila čp. 15, na levém břehu Ostružné při silnici směr Kunkovice (kulturní památka ČR)
- Přírodní rezervace Onen svět, zhruba 1½ kilometru jihozápadně od Jesení

## Galerie

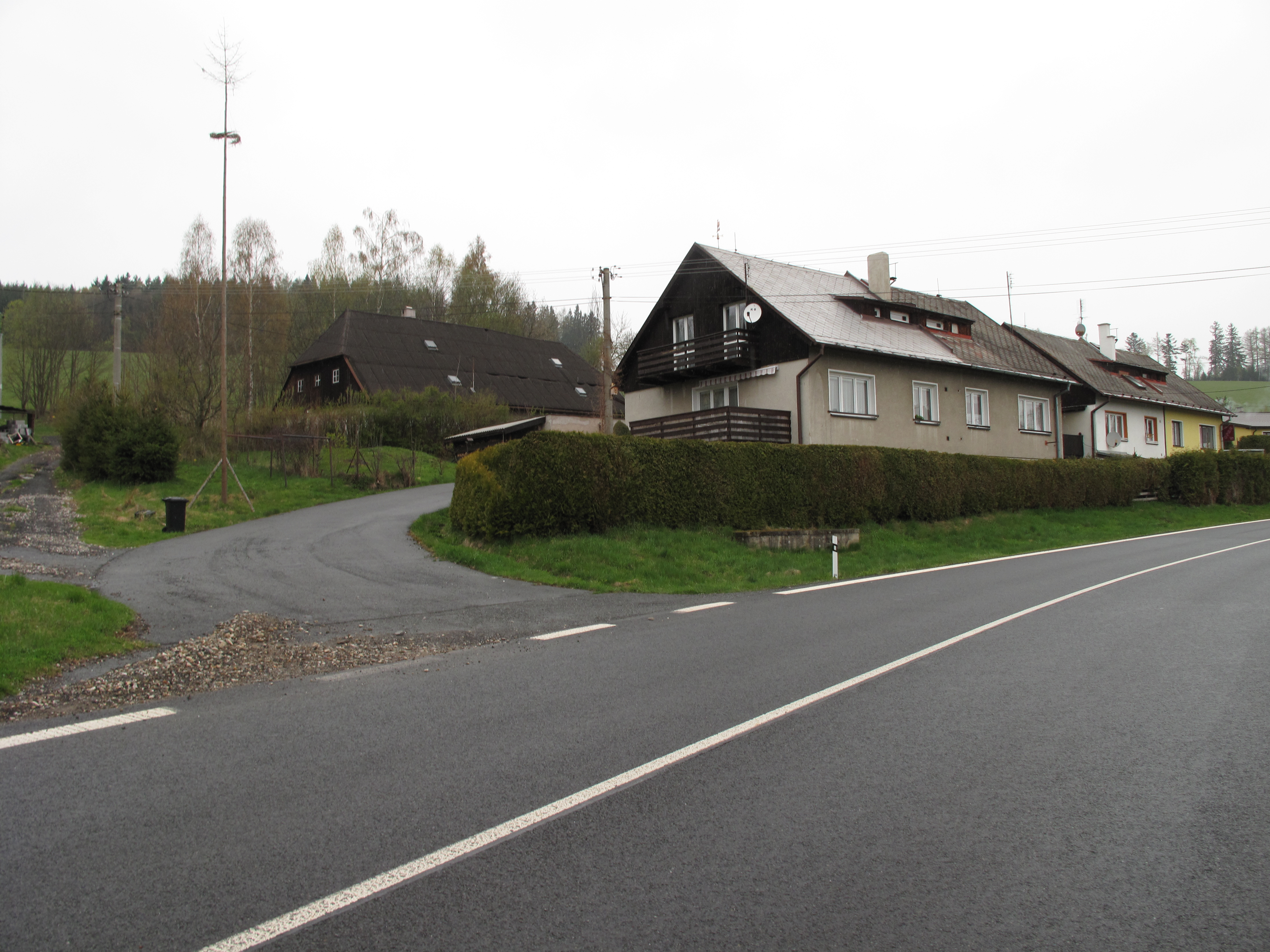
Domy v obci
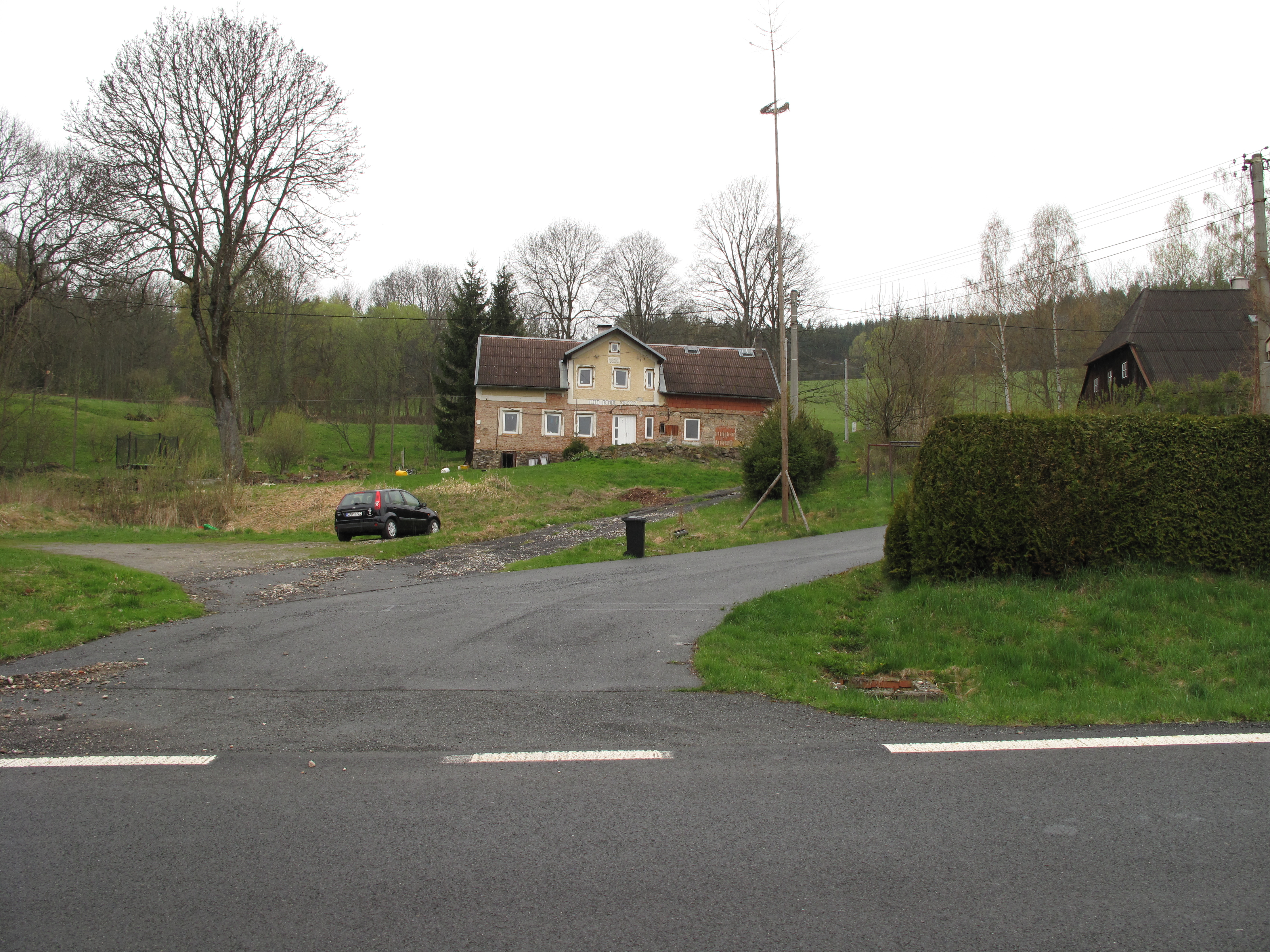
Pohled z návsi
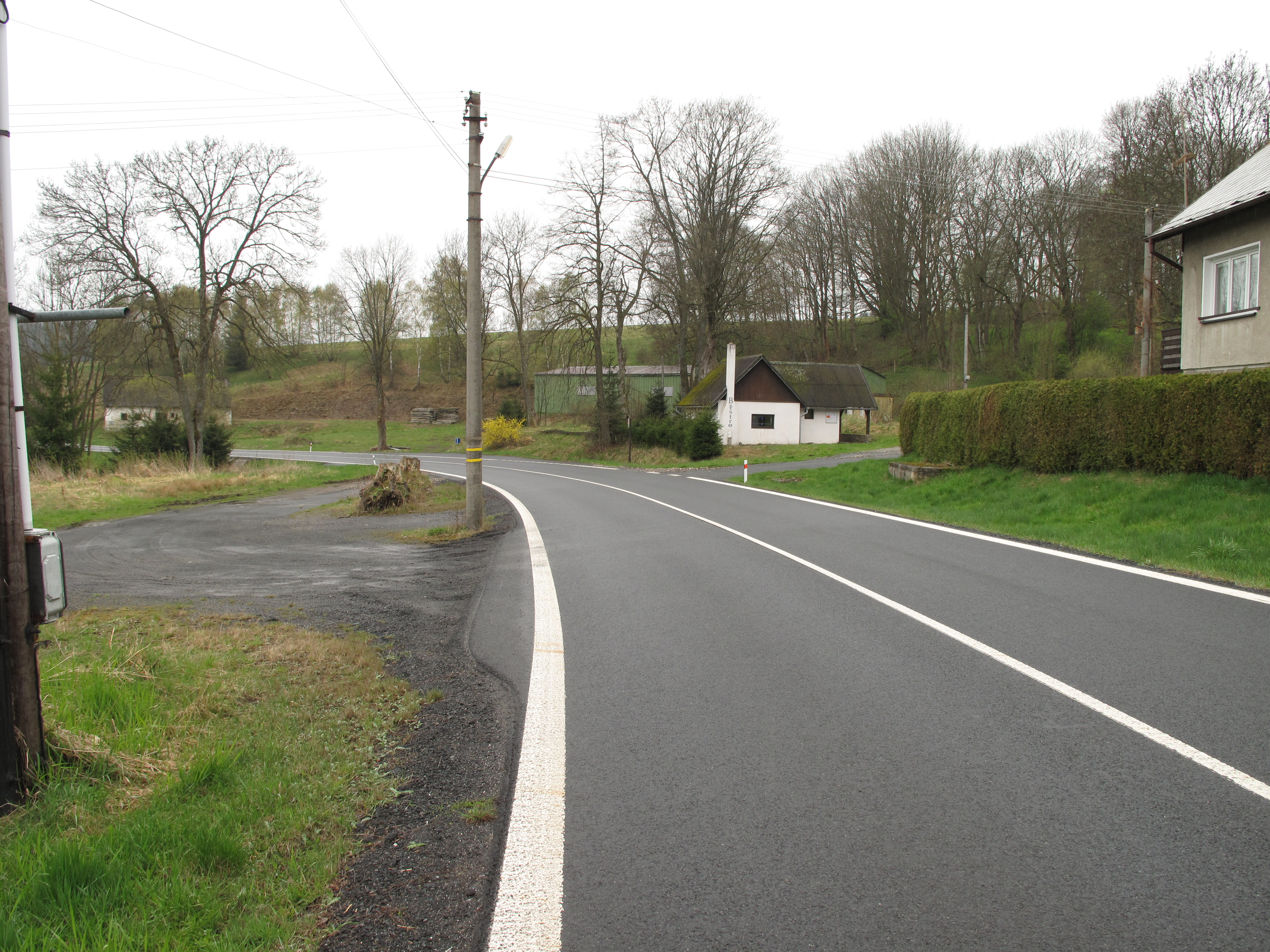
Silnice vedoucí obcí